# Раселвил (Мисури)
Раселвил (енгл. Russellville) град је у америчкој савезној држави Мисури.

## Демографија
По попису из 2010. године број становника је 807, што је 49 (6,5%) становника више него 2000. године.
| Група             | 2000.       | 2010.       |
| Белци             | 731 (96,4%) | 781 (96,8%) |
| Афроамериканци    | 0 (0,0%)    | 14 (1,7%)   |
| Азијати           | 2 (0,3%)    | 0 (0,0%)    |
| Хиспаноамериканци | 15 (2,0%)   | 3 (0,4%)    |
| Укупно            | 758         | 807         |